# Carolina Cárdenas Núñez
Carolina Cárdenas Núñez (Bogotà, 1903-Bogotà, 1 d'abril de 1936) va ser una dibuixant i ceramista colombiana que va formar part de la generació que va introduir l'art modern a Colòmbia. Va estudiar pintura i ceràmica a l'Escola de Belles arts de Bogotà, sent la primera artista a fer art abstracte i fotografia moderna a Colòmbia.  Cárdenas “(sembla) constituir els primers experiments geomètrics abstractes en la història de l'art colombià”.
El seu treball es va veure influenciat per l'art déco durant els anys vint i trenta del Segle XX, i va ser una de les primeres dones colombianes a acostar-se a l'art.Després de la seva residència al Regne Unit, va tornar a Colòmbia portant una perspectiva de vida i de les arts que distava de la colombiana en aquest llavors: «en un temps en el qual les dones es mantenien tancades a la casa, ella va decidir ser artista. I va fer més: en comptes de pintar, va preferir elevar la ceràmica i la fotografia a la categoria d'arts». La seva prematura mort per meningitis va interrompre les seves possibilitats artístiques.

## Obra
Va introduir alguns elements de l'art déco a una sèrie de dibuixos estilitzats, de traços segurs i definits, en els quals empra colors foscos i daurats amb formes geomètriques, generant un preàmbul per a la introducció de l'art abstracte a Colòmbia. Es va destacar per realitzar peces originals en ceràmica, nova tendència artística de l'època. Per la finor de les seves obres, evocades des del concepte de la figura elegant i finament decorada amb orles i traços geomètrics, alguns crítics la van denominar amb el sobrenom de «Miss Decó».
Va realitzar la primera exposició de ceràmica de Colòmbia, juntament amb Sergio Trujillo Magnenat, de la seva obra, composta per teteras i gerros, entre altres peces. L'exhibició va tenir lloc en la Societat Colombiana d'Enginyers, el 6 de febrer de 1936, i va ser comentada en la premsa, ja que fins al moment la ceràmica no havia tingut reconeixement en l'art colombià, menys encara en peces amb influència de l'escola Bauhaus.
La seva obra va romandre en l'oblit per gairebé 50 anys, fins que va ser exhibida en l'exposició Colòmbia en el llindar de la modernitat, realitzada en el Museu d'Art Modern de Bogotà, en 1997, així com en una exposició commemorativa conformada per 33 dibuixos en el Gabinet de Dibuix i Arts Gràfiques del Museu Nacional de Colòmbia, entre maig i setembre de 2005. Alguna part de la seva obra, dibuixos i esbossos, es conserven, pel que sembla, com a col·lecció privada.
La crítica del seu temps es refereix més a la dona, la seva bellesa física i el disseny del seu vestuari de moda que a la seva obra.Això va dificultar el reconeixement de la seva obra com a art, ja que els crítics no parlaven del seu talent o les seves obres, sinó de la seva personalitat «(c)allada, suau, bona amiga, discreta, enigmàtica, ànima de pau, de puresa i de llum, plena de bondat i de sensibilitat finíssima». Se sol confondre a l'artista amb la seva obra.
El reconegut crític colombià Álvaro Medina considera i certifica que no existeix una obra pròpiament dita. Que només queden pocs dibuixos i esbossos molt fragmentaris. Uns trenta-cinc. Les reflexions posteriors de la historiadora d'art Cristina Lleras, basades en les d'Álvaro Medina, són possiblement els acostaments més rigorosos a la incipient i molt breu obra d'esbossos i alguna ceràmica de Carolina Cárdenas.
El Museu Nacional de Colòmbia va publicar un catàleg amb la seva obra, disponible en el lloc web de l'artista. El Museu va triar la sove obra como peça del mes durant 2003 i 2014.

## Arts decoratives en elseglexx
Des de finals del segle xix , s'inicien les pràctiques lligades al decoratiu, entre elles el dibuix, el brodat, la ceràmica i la música vocal. La crítica considera que semblarien més entreteniments familiars i domèstics, i «no un exercici vocacional amb una una labor continuada de la professió artística», excepte algunes excepcions com la de Margarita Holguín i Caro.

Pot consultar-se la seva obra en la col·lecció digital del Banc de la República. Aquesta institució conserva i classifica 20 dibuixos i una ceràmica que fan part de les seves col·leccions.

### 20 dibuixos i una ceràmica en les col·leccions delBanc de la República[13]i altres obres
La Col·lecció d'art del Banc de la República té obres de Cárdenas Núñez:
| Título | Año           | Ubicación                          | Denominación |
| --- | ------------- | ---------------------------------- | ------------ |
| Botella azul | 1993          | Bogotá, Centro Cultural de Bogotá  | Cerámica     |
| Dar de beber al sediento (mujeres con mesero). Numerado 11. | Ca. 1935      | Bogotá, Centro Cultural de Bogotá  | Dibujo       |
| Campesinas en el mercado | Ca. 1935      | Bogotá, Centro Cultural de Bogotá  | Dibujo       |
| Estudio mujer | Ca. 1935      | Bogotá, Centro Cultural de Bogotá  | Dibujo       |
| Rostros. Campesinas. Numerado 117. | Ca. 1935      | Bogotá, Centro Cultural de Bogotá  | Dibujo       |
| Mujer - moda. Numerado 198. | Ca. 1935      | Bogotá, Centro Cultural de Bogotá  | Dibujo       |
| Sociedad. La desaparición del señor X ha causado honda sensación en nuestros círculos sociales. Enviamos a su inconsolable viuda y a sus hijos fe. Numerado 14. | Ca. 1935      | Bogotá, Centro Cultural de Bogotá  | Dibujo       |
| Las tres tías - Marcado Sep. 5 | Ca. 1935      | Bogotá, Centro Cultural de Bogotá  | Dibujo       |
| Estudio de dos mujeres | Ca. 1935      | Bogotá, Centro Cultural de Bogotá  | Dibujo       |
| Mujeres con flores y paisaje de fondo | Ca. 1935      | Bogotá, Centro Cultural de Bogotá  | Dibujo       |
| Mujer con chorotes. Maternidad y rostros | Ca. 1935      | Bogotá, Centro Cultural de Bogotá  | Dibujo       |
| Agosto Varios. Numerado 192. | Ca. 1935      | Bogotá, Centro Cultural de Bogotá  | Dibujo       |
| Mujer con ruana - Pirámide - Chorote y otra mujer. Numerado 263.                                                                                                | Ca. 1935      | Bogotá, Centro Cultural de Bogotá  | Dibujo       |
| Gaitán | Ca. 1935      | Bogotá, Centro Cultural de Bogotá  | Dibujo       |
| Meditación - Mujer acurrucada con chorote. | Ca. 1935      | Bogotá, Centro Cultural de Bogotá  | Dibujo       |
| Bocetos varios. Mujeres, tres rostros, etc. | Ca. 1935      | Bogotá, Centro Cultural de Bogotá  | Dibujo       |
| Temor - Mujer con tres hombres, marcada 2 de mayo. Numerada 36.                                                                                                 | Ca. 1935      | Bogotá, Centro Cultural de Bogotá  | Dibujo       |
| Mujeres | Ca. 1935      | Bogotá, Centro Cultural de Bogotá  | Dibujo       |
| Dejando el pueblo - Numerado 214. | Ca. 1935      | Bogotá, Centro Cultural de Bogotá  | Dibujo       |
| Mujer con paisaje | Ca. 1935      | Bogotá, Centro Cultural de Bogotá  | Dibujo       |
| The Daughter - La artista y su madre. Numerado 141. | Ca. 1935      | Bogotá, Centro Cultural de Bogotá  | Dibujo       |
| Desnudo | Ca. 1932–1936 | Bogotá, Museo Nacional de Colombia | Dibujo       |

### Influències
Va estar molt influenciada per les avantguardes de l'art europeu. Es va relacionar amb Ramón Barba i Josefina Albarrasí, els qui van fer part del moviment artístic Bachué. Va ser amiga de la decoradora Elvira Martínez, l'escriptora Elisa Mújica i la ceramista Hena Rodríguez.

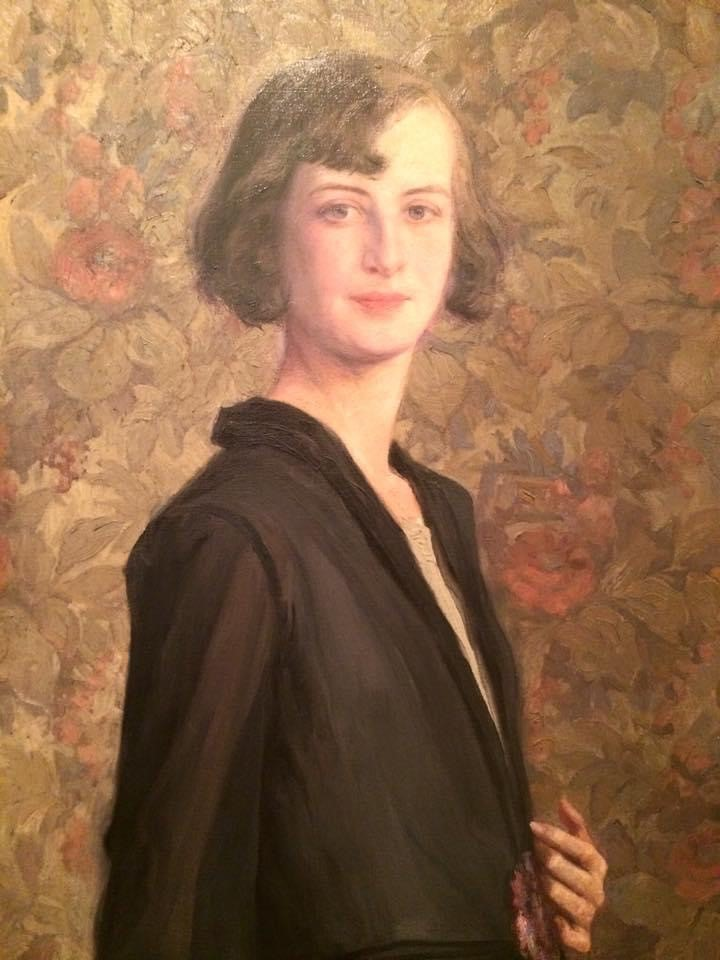
Obra de Francisco Antonio Cano

## Premis
Va obtenir el premi als estudiants a l'Escola de Belles arts (1928).

## Biografia

### Naixement i estudis
Carolina Cárdenas Núñez va néixer a Bogotà, en 1903, en una llar acomodada de l'aristocràcia bogotana. A primerenca edat va ser enviada a viure a amb els seus avis materns a Londres, ciutat on el seu avi matern s'exercia com a cònsol de Colòmbia.
Després de realitzar els seus estudis bàsics a Londres, torna a Bogotà. Va compartir amb els professors Francisco Antonio Cano, Roberto Pizano, i Gustavo Arcila Uribe. En 1928 va ingressar a l'Escola de Belles arts, dirigida per Roberto Pizano.
Carolina Cárdenas va posar per a diversos artistes del seu temps, entre ells el professor Francisco Antonio Cano, qui va portar per a la posteritat tres magnífics retrats a l'oli de la jove artista, dues que formen part de les col·leccions del Museu Nacional de Colòmbia, i un oli que conserva la família del seu espòs. Al costat de diversos companys de l'Escola de Belles arts de Bogotà, va treballar alguns dibuixos i esbossos amb moderns conceptes artístics.

#### Vida personal
Després de la fallida del seu pare en la crisi financera de 1929, Cárdenas va ingressar a treballar al Ministeri de Guerra, on es va exercir en la secció de provisions, durant el període de la guerra de Colòmbia amb el Perú (1932).
Va ser model de diferents artistes del seu temps i musa literària, convertint-se en el tema de diversos quadres dels pintors més importants de la seva època. També va ser portada de la revista colombiana Cromos, la qual la va qualificar com la dona millor vestida del país. Així com Alice Prin, –coneguda com Kiki de Montparnasse al París d'entreguerres–, va embogir a fotògrafs i pintors i es va fer retratar vestida a la moda francesa.

### Família
Carolina Cárdenas va ser membre de l'aristocràcia bogotana, sent filla de Germán Cárdenas Arbreda i de María Eugenia Núñez Pizano, sent el seu únic germà Jorge Cárdenas Núñez, qui va contreure matrimoni amb María Olaya Londoño, filla major de l'expresident colombiano Enrique Olaya Herrera i de María Teresa Londoño Sáenz.
El seu pare era nebot besnét del prócer de la independència de Colòmbia Antonio Arboleda i Arrachea, i rebesnét del exalcalde de Popayán Francisco Arboleda i Vergara, qui al seu torn era cosí del exalcalde de Bogotà Francisco Vergara i Vela, i emparentat amb una llarga llista de membres notables de la família Vergara Azcárate. Per aquesta línia també estava emparentat amb la poderoses família València, Rierol i Arbreda.
Un altre parent seu era l'hisendat i ric miner José María de Mosquera i Figueroa, qui va ser pare dels expresidents colombians Joaquín i Tomás Cipriano de Mosquera, i cosins del prócer José Rafael Mosquera.
D'altra banda, la seva mare era tia de l'artista Roberto Pizano Restrepo, tutor de Carolina Cárdenas, la seva cosina. Pizano era el pare del polític i arquitecte Francisco Pizano de Brigard. També era neboda besnéta de l'expresident Juan Agustín Uricoechea Navarro, nebot del prócer de la independència José María de Uricoechea, i cosí del científic Ezequiel Uricoechea.
Va contreure matrimoni a l'Església de Lourdes de Bogotà amb Jaime Jaramillo Arango en 1932. El matrimoni a penes va durar algunes setmanes. Cárdenas no va tenir descendència. Una de les seves renebodes és la periodista Virginia Vallejo García per part de la seva relació amb Jaramillo Arango.

### Mort

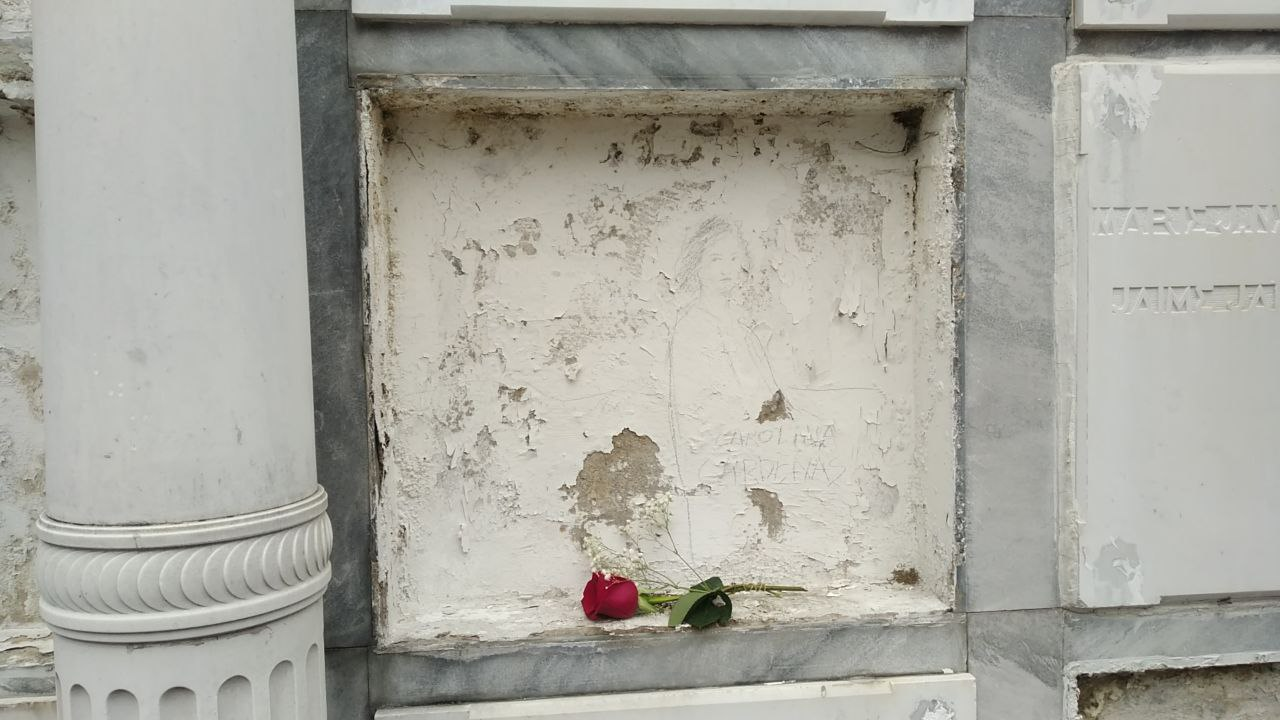
Tomba de Carolina Cárdenas Nuñez en el Cementiri Central de Bogotà.

Va morir l'1 d'abril de 1936, als 33 anys, a Bogotà aparentment a causa de una meningitis. La seva mort va resultar ser primerenca, intempestiva i misteriosa. Al moment de la seva mort, Cárdenas comptava amb una beca per a estudiar en la Reial Acadèmia de Belles arts de Sant Ferran.Es va emmalaltir sobtadament una setmana abans de viatjar a Espanya per una beca atorgada pel Ministeri d'Educació Espanyol.
Diversos artistes van escriure en diaris i revistes per la mort de l'artista. En aquests textos, esmentaven el seu talent, la seva capacitat per a estrènyer llaços entre artistes de la ciutat i el record de la festa de comiat pel seu viatge a Espanya.
Les seves restes jeuen en el costat occidental del Cementiri Central de Bogotà. Va ser enterrada en el panteó familiar dels Arango.  És l'única tomba sense làpida d'aquest panteó. Al seu costat dret es troben les restes del qual va ser el seu marit, Jaime Jaramillo Arango i la segona esposa d'aquest.

## Impacte en la cultura popular

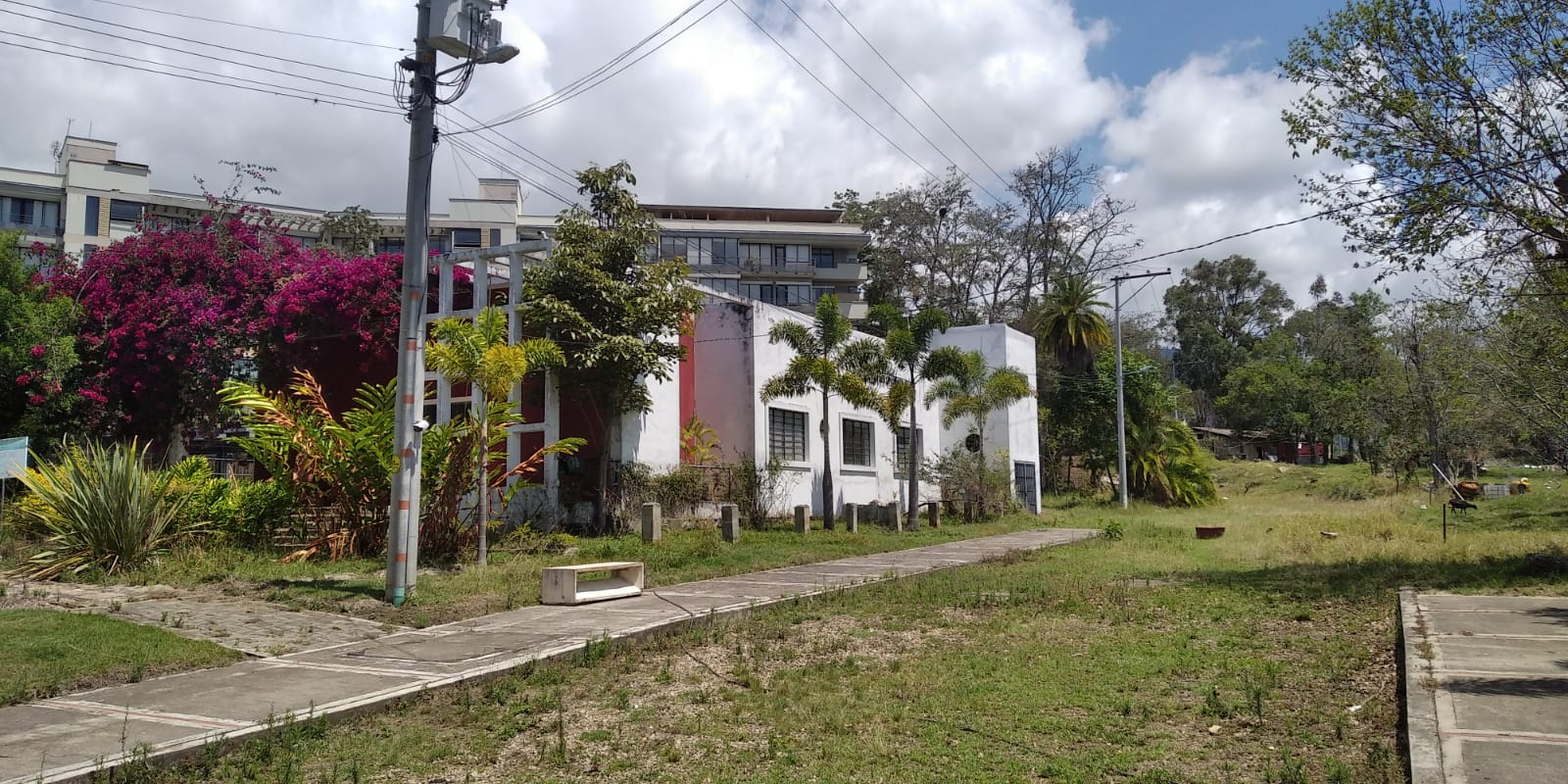
Quinta Jaramillo Arango o Casa Nasi, inspirada en Carolína Cárdenas, en Fusagasugá, Cundinamarca (2024).

- La novel·la Tu, que deliras (2013) d'Andrés Arias relata la vida de Miss Decó.[33][34][35] La novel·la fa referència a la relació sentimental que Cárdenas tenia amb l'artista Hena Rodriguez.
- La novel·la Els dos temps (1949) d'Elisa Mujica s'inspira en Carolina Cárdenas Núñez per a recrear al seu personatge Leonor Alba.[1]
- El dibuix La mort i la donzella de Sergio Trujillo Magnenat el dia de l'estranya mort de Cárdenas.
- El barri "La Carolina" de Bogotà deu el seu nom a Carolina Cárdenas Núñez. El terreny era propietat de la seva família.[36] La Carolina està situat dins de la localitat de Usaquén, de nord a sud entre els carrers 127c i 127, i d'orient a occident entre les carreres 9 i 15.
- La "Quinta Jaramillo Arango", coneguda com a "Casa Nasi" en Fusagasugá, construïda per l'arquitecte Vicente Nasi és un homenatge a Carolina Cárdenas per sol·licitud de qui va ser el seu ex marit. Aquesta podria ser la primera edificació modernista de Colòmbia.[32]